# Schlacht bei Schmilau
Die Schlacht bei Schmilau war ein Gefecht im Jahr 1093 im Kampf um die Oberherrschaft über das Abodritenreich in der Nähe der Ortschaft Schmilau im Kreis Herzogtum Lauenburg in Schleswig-Holstein.

## Ausgangssituation
Heinrich, Sohn des 1066 bei einem Aufstand seiner heidnischen Untertanen getöteten christlichen Abodritenherzogs Gottschalk, war 1090 aus dem dänischen Exil zurückgekehrt. Er hatte Kruto, der als Haupt des Aufstandes gegen Gottschalk nach dessen Tod die Herrschaft über die Gesamtheit der Abodriten an sich gebracht hatte, ermorden lassen. Durch Vermählung mit Krutos Witwe Slavina war er sodann an die Herrschaft gelangt.
Die mehrheitlich nach wie vor heidnischen Abodriten und Polaben zeigten sich jedoch nicht willens, den neuen Fürsten zu akzeptieren, der wie sein Vater Christ war und von seinen Untertanen verlangte, sich dem Christentum zu unterwerfen. Seine Forderungen nach Entrichtung von Steuern verstärkten die ablehnende Haltung. Im Jahre 1093 kam es zur Erhebung mit dem Ziel, Heinrichs Herrschaft zu beenden und einen heidnischen Fürsten an seine Stelle zu setzen. Zu diesem Zweck wurde ein Heer versammelt.

## Verlauf der Schlacht
Heinrich war über die Pläne der Aufständischen informiert. Er traf Gegenmaßnahmen, indem er seinen Verbündeten, den Sachsenherzog Magnus, um Waffenhilfe ersuchte. Bitten um Unterstützung sandte er außerdem an benachbarte holsteinische Stämme. Die so aufgebotene, sächsisch dominierte Streitmacht unter Führung des Herzogs Magnus rückte in Polabien ein, wo sich die Aufständischen auf der Ebene von Schmilau gesammelt hatten.
Die Sachsen trafen dort in den Morgenstunden auf ihre Gegner. Die zahlenmäßige Stärke und gute Bewaffnung der Abodriten veranlasste den Herzog jedoch, nicht sofort anzugreifen, sondern das Eintreffen erwarteter Verstärkungen abzuwarten. Während sich die beiden Heere untätig gegenüberlagen, wurde mittels Unterhändlern versucht, den Konflikt noch auf dem Verhandlungsweg durch einen Kompromiss beizulegen.
Bei Sonnenuntergang schließlich meldeten Späher dem Herzog das Herannahen der Verstärkungen. Als die zusätzlichen Truppen in Sichtweite kamen, sah Magnus sich in der Lage, offensiv vorzugehen. Die Sachsen griffen an; Augenzeugenberichten zufolge blendete das Licht der tiefstehenden Sonne im Rücken der Sachsen die Abodriten, so dass sie im Nachteil waren. Die Sachsen durchbrachen ihre Linien, die Abodriten wandten sich zur Flucht und wurden in großer Zahl von ihren Verfolgern erschlagen.

## Nachwirkungen
Die Niederlage der heidnischen Abodriten bei Schmilau bedeutete den Zusammenbruch der Erhebung gegen Heinrich. Magnus nahm in der Folge noch vierzehn Burgen Aufständischer ein und sicherte so Heinrichs Herrschaft.
Nach Heinrichs Tod 1127 erlosch sein Geschlecht bereits zwei Jahre später mit dem Tod des letzten verbliebenen seiner vier Söhne.